# Arco circuncenital

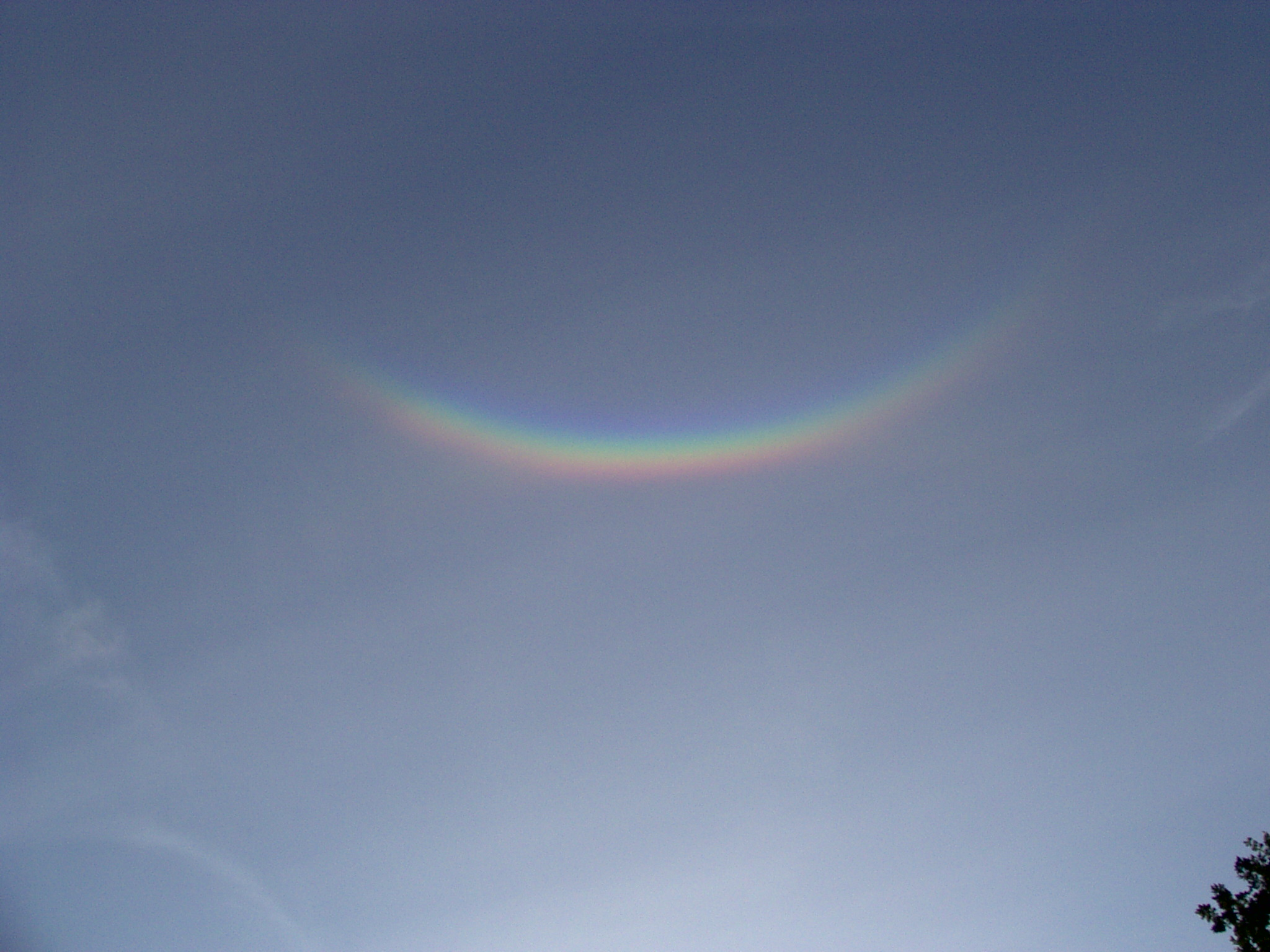
Arco circuncenital

Un arco circuncenital, también llamado arco de Bravais (CZA, por sus siglas en inglés), es un fenómeno óptico similar a un arcoíris pero que surge de la refracción de la luz solar a través de cristales de hielo en nubes cirrus generalmente. Forma no más de un cuarto de esfera centrada en el cenit y en la dirección del Sol. Sus colores van del azul en el interior al rojo en el exterior del arco. Es uno de los halos más brillantes y coloridos. Sus colores son más puros que los del arcoíris porque hay mucha menos superposición de colores en su formación. La primera impresión es la de un arcoíris al revés.
Este fenómeno es frecuente, pero mucha gente no se da cuenta de su presencia, debido a que la posición de este fenómeno es alta en el cielo.

## Historia
Los primeros estudios experimentales sobre los halos se han atribuido a Auguste Bravais, físico francés que, en 1847, publicó sus investigaciones: utilizando un prisma de vidrio equilateral que hizo girar en torno a su eje vertical, cuando lo iluminó con una luz blanca paralela, observó un halo artificial y muchos de los parhelios.

## Galería

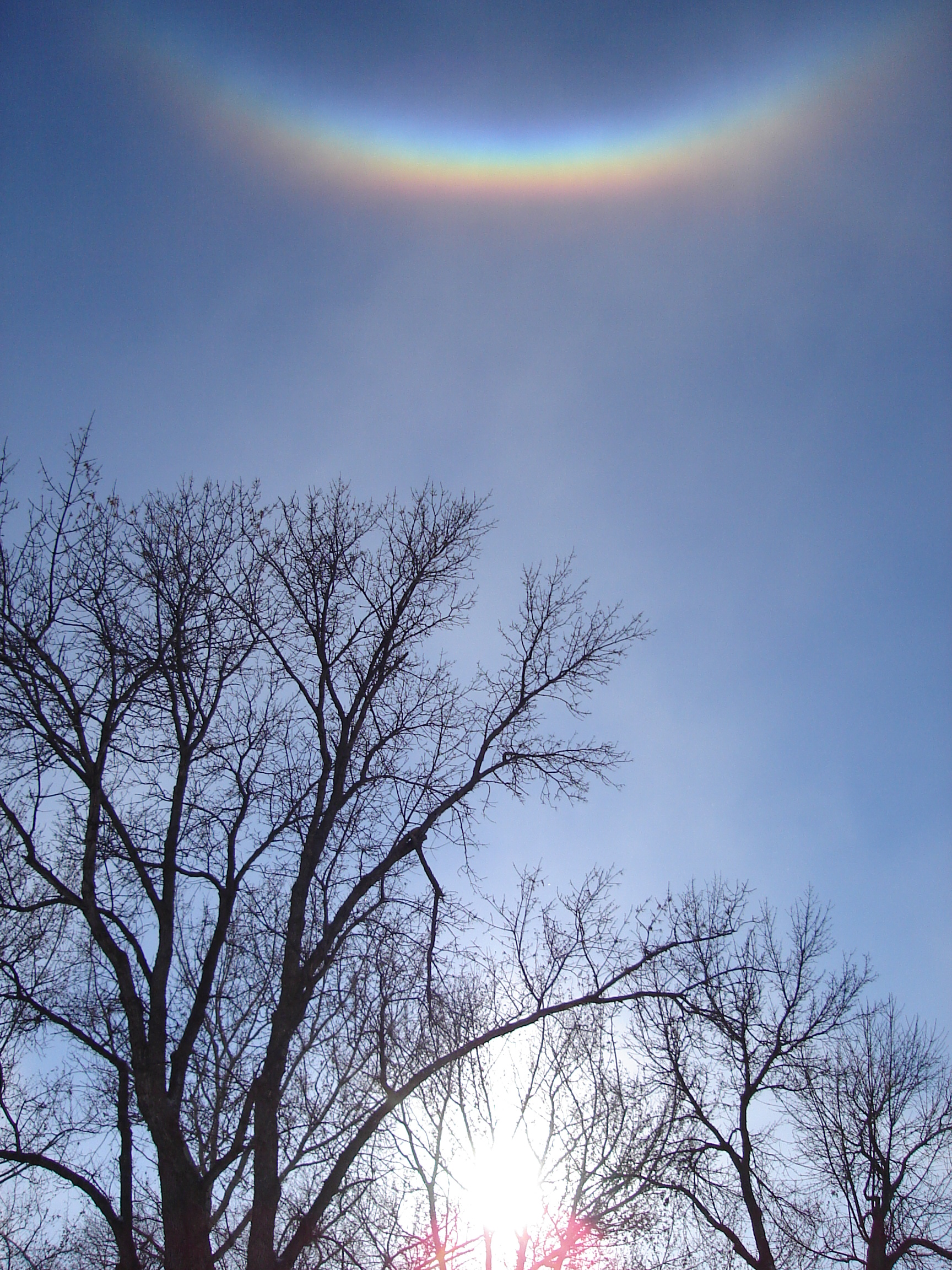
Arco circuncenital sobre el cielo de Grand Forks, en enero de 2007.
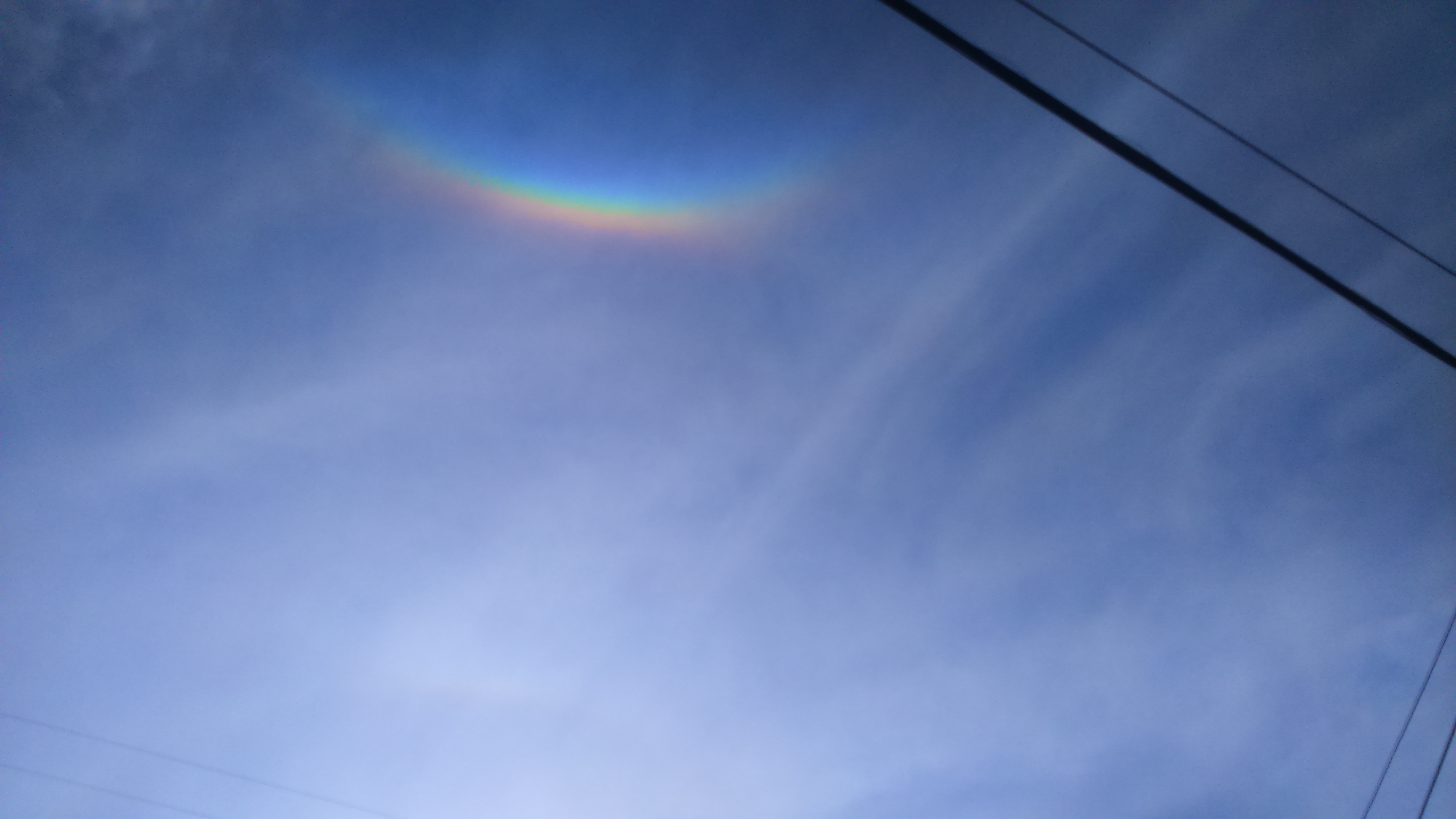
Arco circuncenital sobre Valdivia, el 14 de julio de 2016.
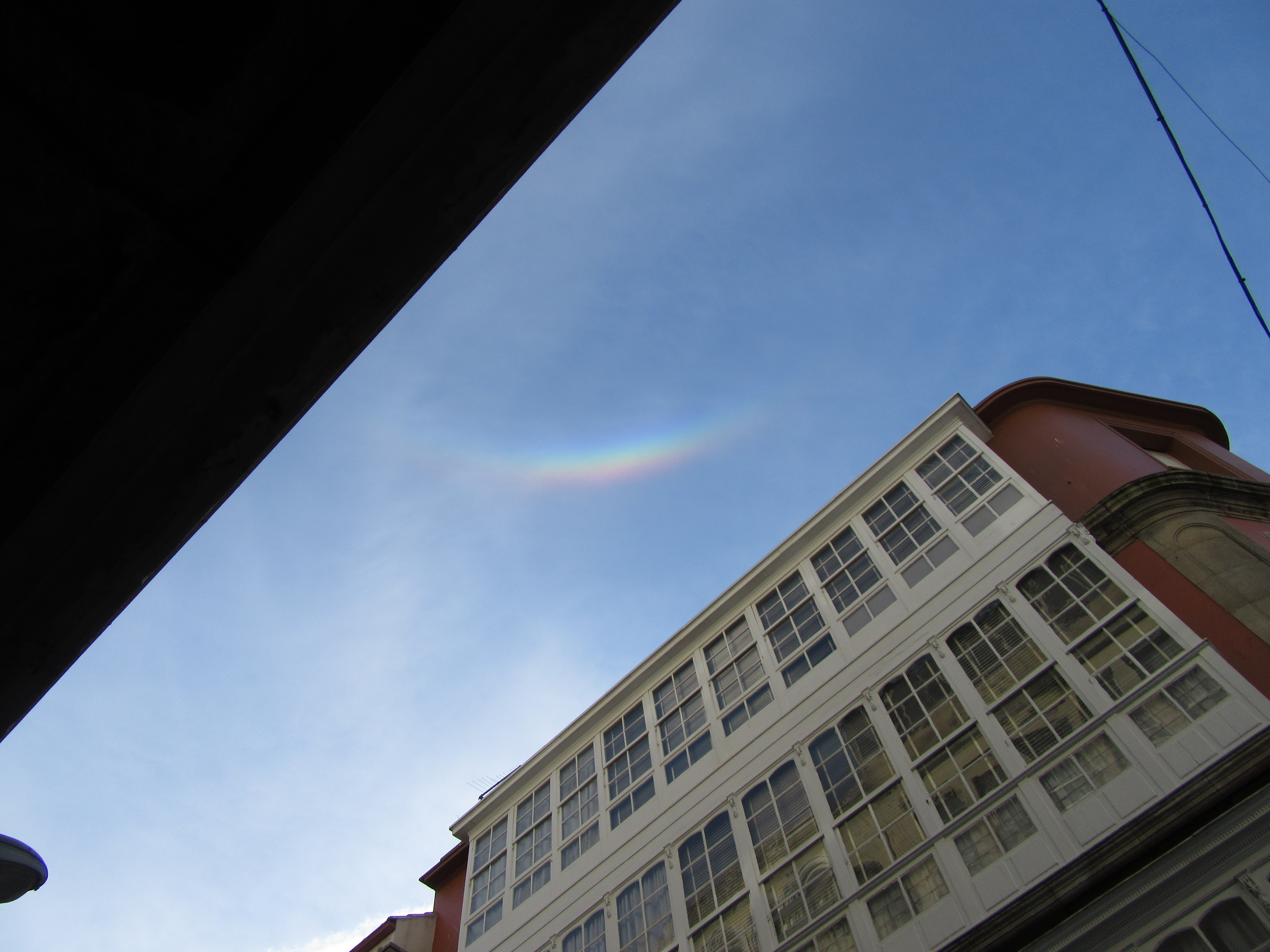
Un arco circuncenital, Ferrol (La Coruña,) el 3 de octubre del 2016.
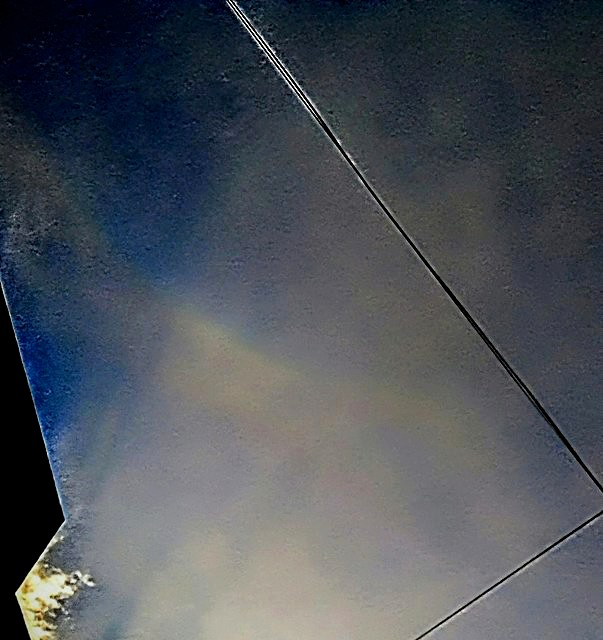
Arco circuncenital con un una variante de arcoíris mucho más rara, la cual es llamada arco supralateral.